# Восьмиугольная призма
Восьмиугольная призма — шестое тело в бесконечном семействе призм, образованное квадратными сторонами и двумя правильными восьмиугольными основаниями.
Если все грани являются правильными многоугольниками, тело является полуправильным многогранником.

## Симметрия
| Рисунок    |                      |                    |
| Симметрия  | D4h, [2,4], (*422)   | D4d, [2+,8], (2*4) |
| Построение | tr{4,2} или t{4}×{}, | s2{2,8},           |

## Мозаика на сфере
Восьмиугольную призму можно рассматривать как мозаику на сфере:

## Использование
В оптике восьмиугольные призмы используются для получения немерцающих изображений в кинопроекторах.

## В однородных сотах и 4-мерных многогранниках
Восьмиугольная призма входит в три однородные соты: 
| Усечённые квадратные призматические соты · | Всеусечённые кубические соты · | Струг-усечённые кубические соты · |
|                                            |                                |                                   |

Тело также является элементом двух четырёхмерных однородных 4-мерных многогранников: 
| Струг-усечённый тессеракт · | Всеусечённый тессеракт · |
|                             |                          |

## Связанные многогранники
| Многоугольник |       |       |       |       |       |       |       |        |        |        |        |       |
| Мозаика       |       |       |       |       |       |       |       |        |        |        |        |       |
| Конфигурация  | 3.4.4 | 4.4.4 | 5.4.4 | 6.4.4 | 7.4.4 | 8.4.4 | 9.4.4 | 10.4.4 | 11.4.4 | 12.4.4 | 17.4.4 | ∞.4.4 |

| Симметрия *n42 [n,4]       | Сферическая | Сферическая | Евклидова  | Компактная гиперболическая | Компактная гиперболическая | Компактная гиперболическая | Компактная гиперболическая | Паракомп.  |
| Симметрия *n42 [n,4]       | *242 [2,4]  | *342 [3,4]  | *442 [4,4] | *542 [5,4]                 | *642 [6,4]                 | *742 [7,4]                 | *842 [8,4]…                | *∞42 [∞,4] |
| -------------------------- | ----------- | ----------- | ---------- | -------------------------- | -------------------------- | -------------------------- | -------------------------- | ---------- |
| Общеусечённая фигура       | 4.8.4       | 4.8.6       | 4.8.8      | 4.8.10                     | 4.8.12                     | 4.8.14                     | 4.8.16                     | 4.8.∞      |
| Общеусечённые двойственные | V4.8.4      | V4.8.6      | V4.8.8     | V4.8.10                    | V4.8.12                    | V4.8.14                    | V4.8.16                    | V4.8.∞     |